# Вибори до Вінницької обласної ради 2006
Вибори до Вінницької обласної ради 2006 — вибори до Вінницької обласної ради, що відбулися 26 березня 2006 року. Це були перші вибори до Вінницької обласної ради, що проводилися за пропорційною виборчою системою. Для того, щоб провести своїх представників до Вінницької обласної ради, партія чи блок мусила набрати не менше 3% голосів виборців.

## Результати виборів
| Розподіл голосів    | Розподіл голосів    | Розподіл голосів | Розподіл голосів | Розподіл голосів |
| ------------------- | ------------------- | ---------------- | ---------------- | ---------------- |
|                     |                     |                  |                  |                  |
| БЮТ (44)            | БЮТ (44)            |                  | 29.63%           | 29.63%           |
| «Наша Україна» (23) | «Наша Україна» (23) |                  | 15.33%           | 15.33%           |
| СПУ (15)            | СПУ (15)            |                  | 9.99%            | 9.99%            |
| Партія регіонів (8) | Партія регіонів (8) |                  | 5.14%            | 5.14%            |
| Блок Литвина (6)    | Блок Литвина (6)    |                  | 4.63%            | 4.63%            |
| КПУ (4)             | КПУ (4)             |                  | 3.09%            | 3.09%            |

Примітка: На діаграмі зазначені лише ті політичні сили,  які подолали  3 % бар'єр
 і провели своїх представників до Вінницької обласної ради.
 В дужках — кількість отриманих партією чи блоком мандатів 

## Зовнішні посилання
- У Вінницьку облраду пройшли шість політичних сил [Архівовано 13 липня 2012 у Wayback Machine.]
- О чем свидетельствуют региональные выборы 2006?[недоступне посилання з червня 2019](рос.)
- У Вінницьку облраду пройшли шість політичних сил [Архівовано 13 липня 2012 у Wayback Machine.]
- Вінницьку облраду може очолити представник БЮТ [Архівовано 23 липня 2012 у Wayback Machine.]